# Giacomo Russo
Giacomo „Geki“ Russo (* 23. Oktober 1937 in Mailand; † 18. Juni 1967 in Caserta) war ein italienischer Automobilrennfahrer, der unter anderem in der Automobil-Weltmeisterschaft fuhr.

## Karriere
Russo war ein talentierter Fahrer in niedrigeren Formel-Klassen. So wurde 1961 bis 1963 dreimal in Folge italienischer Meister der Formel Junior und 1964 der erste Meister der italienischen Formel 3. Außerdem nahm er von 1964 bis 1966 an drei Grands Prix der Automobil-Weltmeisterschaft teil. 1964 fuhr er einen Brabham für Rob Walker Racing, qualifizierte sich aber nicht für das Rennen. 1965 und 1966 ging er bei einzelnen Rennen für das Lotus-Werksteam an den Start.
Er starb 1967 bei einem schweren Unfall in einem italienischen Formel-3-Rennen in Caserta. Nach einem Massenunfall, in den Ernesto Brambilla, Clay Regazzoni, Jürg Dubler, Romano Perdomi und Corrado Manfredini verwickelt waren, stoppte Beat Fehr sein Fahrzeug und lief zurück, um die nachfolgenden Fahrzeuge zu warnen. In der nächsten Fahrzeuggruppe befand sich auch Russo, der die Kollision mit Fehr nicht mehr vermeiden konnte, der dabei getötet wurde. Russos Matra fuhr dann in eine Mauer und er starb in dem folgenden Feuer. Auch Perdomi und Fehr wurden bei diesem Unfall getötet.

## Statistik

### Statistik in der Automobil-Weltmeisterschaft
Diese Statistik umfasst alle Teilnahmen des Fahrers an der Automobil-Weltmeisterschaft, die heutzutage als Formel-1-Weltmeisterschaft bezeichnet wird.

#### Gesamtübersicht
| Saison | Team       | Chassis  | Motor         | Rennen | Siege | Zweiter | Dritter | Poles | schn. Rennrunden | Punkte | WM-Pos. |
| ------ | ---------- | -------- | ------------- | ------ | ----- | ------- | ------- | ----- | ---------------- | ------ | ------- |
| 1965   | Team Lotus | Lotus 25 | Climax 1.5 V8 | 1      | −     | −       | −       | −     | −                | −      | −       |
| 1966   | Team Lotus | Lotus 33 | Climax 1.5 V8 | 1      | −     | −       | −       | −     | −                | −      | −       |
| Gesamt | Gesamt     | Gesamt   | Gesamt        | 2      | −     | −       | −       | −     | −                | −      |         |

#### Einzelergebnisse
| Saison | 1 | 2 | 3 | 4 | 5 | 6 | 7   | 8 | 9 | 10 |
| ------ | - | - | - | - | - | - | --- | - | - | -- |
| 1964   |   |   |   |   |   |   |     |   |   |    |
|        |   |   |   |   |   |   | DNQ |   |   |    |
| 1965   |   |   |   |   |   |   |     |   |   |    |
|        |   |   |   |   |   |   | DNF |   |   |    |
| 1966   |   |   |   |   |   |   |     |   |   |    |
|        |   |   |   |   |   | 9 |     |   |   |    |

| Legende  | Legende            | Legende                                                          |
| Farbe    | Abkürzung          | Bedeutung                                                        |
| -------- | ------------------ | ---------------------------------------------------------------- |
| Gold     | –                  | Sieg                                                             |
| Silber   | –                  | 2. Platz                                                         |
| Bronze   | –                  | 3. Platz                                                         |
| Grün     | –                  | Platzierung in den Punkten                                       |
| Blau     | –                  | Klassifiziert außerhalb der Punkteränge                          |
| Violett  | DNF                | Rennen nicht beendet (did not finish)                            |
| Violett  | NC                 | nicht klassifiziert (not classified)                             |
| Rot      | DNQ                | nicht qualifiziert (did not qualify)                             |
| Rot      | DNPQ               | in Vorqualifikation gescheitert (did not pre-qualify)            |
| Schwarz  | DSQ                | disqualifiziert (disqualified)                                   |
| Weiß     | DNS                | nicht am Start (did not start)                                   |
| Weiß     | WD                 | zurückgezogen (withdrawn)                                        |
| Hellblau | PO                 | nur am Training teilgenommen (practiced only)                    |
| Hellblau | TD                 | Freitags-Testfahrer (test driver)                                |
| ohne     | DNP                | nicht am Training teilgenommen (did not practice)                |
| ohne     | INJ                | verletzt oder krank (injured)                                    |
| ohne     | EX                 | ausgeschlossen (excluded)                                        |
| ohne     | DNA                | nicht erschienen (did not arrive)                                |
| ohne     | C                  | Rennen abgesagt (cancelled)                                      |
| ohne     | keine WM-Teilnahme |                                                                  |
| sonstige | P/fett             | Pole-Position                                                    |
| sonstige | 1/2/3/4/5/6/7/8    | Punktplatzierung im Sprint-/Qualifikationsrennen                 |
| sonstige | SR/kursiv          | Schnellste Rennrunde                                             |
| sonstige | *                  | nicht im Ziel, aufgrund der zurückgelegten Distanz aber gewertet |
| sonstige | ()                 | Streichresultate                                                 |
| sonstige | unterstrichen      | Führender in der Gesamtwertung                                   |

### Le-Mans-Ergebnisse
| Jahr | Team          | Fahrzeug              | Teamkollege   | Platzierung | Ausfallgrund |
| ---- | ------------- | --------------------- | ------------- | ----------- | ------------ |
| 1965 | Autodelta SpA | Alfa Romeo Giulia TZ2 | Carlo Zuccoli | Ausfall     | Ölpumpe      |

### Sebring-Ergebnisse
| Jahr | Team          | Fahrzeug              | Teamkollege   | Platzierung | Ausfallgrund |
| ---- | ------------- | --------------------- | ------------- | ----------- | ------------ |
| 1966 | Autodelta SpA | Alfa Romeo Giulia TZ2 | Gaston Andrey | Rang 14     |              |

### Einzelergebnisse in der Sportwagen-Weltmeisterschaft
| Saison | Team      | Rennwagen                    | 1   | 2   | 3   | 4   | 5   | 6   | 7   | 8   | 9   | 10  | 11  | 12  | 13  | 14  | 15  | 16  | 17  | 18  | 19  | 20  |
| ------ | --------- | ---------------------------- | --- | --- | --- | --- | --- | --- | --- | --- | --- | --- | --- | --- | --- | --- | --- | --- | --- | --- | --- | --- |
| 1965   | Autodelta | Alfa Romeo GTA Alfa Romeo TZ | DAY | SEB | BOL | MON | MON | RTT | TAR | SPA | NÜR | MUG | ROS | LEM | REI | BOZ | FRE | CCE | OVI | NÜR | BRI | BRI |
| 1965   | Autodelta | Alfa Romeo GTA Alfa Romeo TZ |     |     |     |     | 18  |     |     |     | 17  | DNF |     | DNF |     |     |     |     |     |     |     |     |
| 1966   | Autodelta | Alfa Romeo TZ                | DAY | SEB | MON | TAR | SPA | NÜR | LEM | MUG | CCE | HOK | SIM | NÜR | ZEL |     |     |     |     |     |     |     |
| 1966   | Autodelta | Alfa Romeo TZ                |     | 14  | DNF | 13  |     | DNF |     |     |     |     |     |     |     |     |     |     |     |     |     |     |
| 1967   | Autodelta | Alfa Romeo T33               | DAY | SEB | MON | SPA | TAR | NÜR | LEM | HOK | MUG | BRH | CCE | ZEL | OVI | NÜR |     |     |     |     |     |     |
| 1967   | Autodelta | Alfa Romeo T33               |     |     |     |     | DNF | DNF |     |     |     |     |     |     |     |     |     |     |     |     |     |     |